# Universidade de Trinity College
A Universidade de Trinity College, comumente chamada como Trinity College, ou coloquialmente como Trin, é uma das faculdades federadas da Universidade de Toronto. Possui um seminário anglicano, e é um membro constituente do Toronto School of Theology. Fica localizada na Província de Ontário.